# Розклад Енгеля
Розклад Енгеля додатного дійсного числа {\displaystyle x} — єдина неспадна послідовність додатних натуральних чисел {\displaystyle \{a_{1},a_{2},a_{3},\dots \}} таких, що
{\displaystyle x={\frac {1}{a_{1}}}+{\frac {1}{a_{1}a_{2}}}+{\frac {1}{a_{1}a_{2}a_{3}}}+\cdots .}
Наприклад, константа Ейлера {\displaystyle {\rm {e}}} має такий розклад Енгеля
{\displaystyle 1,1,2,3,4,5,6,7,8,\dots ,}
що відповідає нескінченному ряду
{\displaystyle {\rm {e={\frac {1}{1}}+{\frac {1}{1}}+{\frac {1}{1\cdot 2}}+{\frac {1}{1\cdot 2\cdot 3}}+{\frac {1}{1\cdot 2\cdot 3\cdot 4}}+\cdots .}}}
Раціональні числа мають скінченний розклад Енгеля, а ірраціональні числа — нескінченний розклад Енгеля. Якщо {\displaystyle x} — раціональне, його розклад Енгеля забезпечує подання {\displaystyle x} у вигляді єгипетського дробу. Енгельські розклади названі на честь Фрідріха Енгеля, який вивчав їх у 1913 році.
Розклад, аналогічний розкладу Енгеля, зі знакозмінними доданками називається розкладом Пірса.

## Розклад Енгеля, неперервні дроби і Фібоначчі
Краайкамп і Ву помітили, що розклад Енгеля також може бути записаний як висхідний варіант ланцюгового(неперервного) дробу:
{\displaystyle x={\frac {1+{\dfrac {1+{\dfrac {1+\cdots }{a_{3}}}}{a_{2}}}}{a_{1}}}.}
Вони стверджують, що висхідні неперервні дроби, подібні до цього, вивчав ще Фібоначчі в Книзі Абака (1202). Це твердження, мабуть, посилається на позначення складних дробів Фібоначчі, в яких послідовність чисельників і знаменників, що використовують одну спільну риску дробу, представляють висхідний неперервний дріб:
{\displaystyle {\frac {abcd}{efgh}}={\frac {d+{\dfrac {c+{\dfrac {b+{\dfrac {a}{e}}}{f}}}{g}}}{h}}.}
Якщо в цьому позначенні всі чисельники рівні 0 або 1, як з'являється в деяких місцях у Книзі Абака, то результатом буде розклад Енгеля. Однак, схоже, розклад Енгеля, як загальна техніка, не описаний Фібоначчі.

## Алгоритм для обчислення розкладів Енгеля
Щоб знайти розклад Енгеля для числа {\displaystyle x}, задамо
{\displaystyle u_{1}=x,}
{\displaystyle a_{k}=\left\lceil {\frac {1}{u_{k}}}\right\rceil ,}
і
{\displaystyle u_{k+1}=u_{k}a_{k}-1,}
де {\displaystyle \lceil r\rceil } — функція стелі (найменше ціле не менше {\displaystyle r}).
Якщо {\displaystyle u_{i}=0} для деякого {\displaystyle i}, то зупиняємо алгоритм.

## Ітераційні функції для обчислення розкладів Енгеля
Інший еквівалентний метод — розглянути функцію
{\displaystyle g(x)=x\left(1+\left\lfloor x^{-1}\right\rfloor \right)-1}
і покласти
{\displaystyle u_{k}=1+\left\lfloor {\frac {1}{g^{(n-1)}(x)}}\right\rfloor ,}
де
{\displaystyle g^{(n)}(x)=g{\big (}g^{(n-1)}(x){\big )}\qquad {\text{і}}\qquad g^{(0)}(x)=x.}
Ще один еквівалентний метод, який називається модифікованим розкладом Енгеля, — обчислення за допомогою функції
{\displaystyle h(x)=\left\lfloor {\frac {1}{x}}\right\rfloor g(x)=\left\lfloor {\frac {1}{x}}\right\rfloor \left(x\left\lfloor {\frac {1}{x}}\right\rfloor +x-1\right)}
і
{\displaystyle u_{k}={\begin{cases}1+\left\lfloor {\dfrac {1}{x}}\right\rfloor ,&n=1,\\\left\lfloor {\dfrac {1}{h^{(k-2)}(x)}}\right\rfloor \left(1+\left\lfloor {\frac {1}{h^{(k-1)}(x)}}\right\rfloor \right),&n\geq 2.\end{cases}}}

### Оператор переміщення функції Енгеля
Оператор переміщення Фробеніуса–Перрона функції Енгеля {\displaystyle g(x)} діє на функцію {\displaystyle f(x)} наступним чином:
{\displaystyle \left[\iota _{g}f\right](x)=\sum _{y\colon g(y)=x}{\frac {f(y)}{\left|{\dfrac {\rm {d}}{{\rm {d}}_{z}}}g(z)\right|_{z=y}}}=\sum _{n=1}^{\infty }{\frac {f\left({\frac {x+1}{n+1}}\right)}{n+1}},}
оскільки
{\displaystyle {\frac {\rm {d}}{{\rm {d}}_{x}}}(x(n+1)-1)=n+1,}
а інверсією n-ї компоненти є {\displaystyle {\frac {x+1}{n+1}}}, що знайдений розв'язанням {\displaystyle x(n+1)-1=y} відносно {\displaystyle x}.

## Зв'язок з функцією Ріманаζ{\displaystyle \zeta }
Перетворення Мелліна функції {\displaystyle g(x)} пов'язане з {\displaystyle \zeta } — функцією Рімана за допомогою формули
{\displaystyle \int _{0}^{1}g(x)x^{s-1}\,{\rm {d}}x=\sum _{n=1}^{\infty }\int _{\frac {1}{n+1}}^{\frac {1}{n}}(x(n+1)-1)x^{s-1}dx=}
{\displaystyle \qquad {}=\sum _{n=1}^{\infty }{\frac {n^{-s}(s-1)+(n+1)^{-s-1}(n^{2}+2n+1)+n^{-s-1}s-n^{1-s}}{(s+1)s(n+1)}}=}
{\displaystyle \qquad {}={\frac {\zeta (s)}{s+1}}-{\frac {1}{s(s+1)}}.}

## Приклад
Для знаходження розкладу Енгеля для числа {\displaystyle 1{,}175} виконаємо наступні кроки:
{\displaystyle u_{1}=1{,}175,\qquad a_{1}=\left\lceil {\frac {1}{1{,}175}}\right\rceil =1;}
{\displaystyle u_{2}=u_{1}a_{1}-1=1{,}175\cdot 1-1=0{,}175,\qquad a_{2}=\left\lceil {\frac {1}{0{,}175}}\right\rceil =6;}
{\displaystyle u_{3}=u_{2}a_{2}-1=0{,}175\cdot 6-1=0{,}05,\qquad a_{3}=\left\lceil {\frac {1}{0{,}05}}\right\rceil =20;}
{\displaystyle u_{4}=u_{3}a_{3}-1=0{,}05\cdot 20-1=0.}
Отже,
{\displaystyle 1{,}175={\frac {1}{1}}+{\frac {1}{1\cdot 6}}+{\frac {1}{1\cdot 6\cdot 20}},}
а розклад Енгеля для числа {\displaystyle 1{,}175} має вигляд {\displaystyle \{1,6,20\}}.

## Розклад Енгеля раціональних чисел
Кожне додатне раціональне число має унікальний скінченний розклад Енгеля. В алгоритмі розкладу Енгеля, якщо {\displaystyle u_{i}} є раціональним числом {\displaystyle ~{\frac {x}{y}}}, то
{\displaystyle u_{i+1}={\frac {(-y\mod x)}{y}}.}
Тому на кожному кроці чисельник ui у дробі, що залишається, зменшується, а тому процес побудови розкладу Енгеля повинен закінчуватися. Кожне раціональне число також має єдиний нескінченний розклад Енгеля: з використанням тотожності
{\displaystyle {\frac {1}{n}}=\sum _{r=1}^{\infty }{\frac {1}{(n+1)^{r}}}}
останнє число {\displaystyle n} в скінченному розкладі Енгеля можна замінити нескінченною послідовністю чисел {\displaystyle (n+1)} без зміни його значення. Наприклад,
{\displaystyle 1{,}175=\{1,6,20\}=\{1,6,21,21,21,\dots \}.}
Це аналогічно тому, що будь-яке раціональне число зі скінченним десятковим представленням також має нескінченне десяткове представлення (див.
{\displaystyle 0{,}999\dots }).
Нескінченний розклад Енгеля з рівними доданками буде геометричним рядом.
Ердеш, Реній і Шуш поставили задачу про нетривіальні оцінки довжини скінченного розкладу Енгеля для раціонального числа {\displaystyle {\frac {x}{y}}}, яка була розв'язана Ердошем і Шаллітом: було доведено, що кількість доданків у розкладі є {\displaystyle O{\big (}y^{1/3+\varepsilon }{\big )}} для будь-якого {\displaystyle \varepsilon >0}.

## Розклад Енгеля для деяких відомих констант
{\displaystyle \pi =\{1,1,1,8,8,17,19,300,1991,2492,\dots \}}(послідовність A006784 в OEIS);
{\displaystyle {\sqrt {2}}=\{1,3,5,5,16,18,78,102,120,144,\dots \}}(послідовність A006784 в OEIS);
{\displaystyle {\rm {e}}=\{1,1,2,3,4,5,6,7,8,9,10,11,12,13,\dots \}}(послідовність A006784 в OEIS).
І в загальному випадку,
{\displaystyle {\rm {e}}^{1/r}-1=\{1r,2r,3r,4r,5r,6r,\dots \}.}

## Швидкість зростання елементів розкладу
Коефіцієнти {\displaystyle a_{i}} розкладу Енгеля, як правило, демонструють експоненційне зростання; точніше, для майже всіх чисел на проміжку {\displaystyle (0,1]} границя {\displaystyle \lim \limits _{n\rightarrow \infty }a_{n}^{1/n}} існує і дорівнює {\displaystyle {\rm {e}}}. Однак, підмножина інтервалу для якого це не виконується є достатньо великою, щоб її розмірність Хаусдорфа дорівнювала одиниці.
Така сама типова швидкість зростання застосовується до членів в розкладі утвореному жадібним алгоритмом для єгипетських дробів. Однак множина дійсних чисел в інтервалі {\displaystyle (0,1]} для яких розклади Енгеля збігаються з їх жадібними розкладами має міру нуля, а розмірність Хаусдорфа — {\displaystyle 1/2}.